# 捷星航空
捷星航空，是澳洲航空旗下的一家全資子公司，創立於2003年，總部設於澳洲墨爾本，提供多條澳洲國內與國際的航班服務。
捷星航空最初设立的目的就是为與澳洲市场上的另一家低成本航空公司维珍蓝（Virgin Blue）展开竞争，其机队拥有空中巴士A320和波音B787夢幻飛機，捷星航空集团（Jetstar Group）又细分为：
1. 捷星航空（Jetstar Airways，JQ）；
2. 捷星亚洲航空（Jetstar Asia Airways，3K，2004年成立）和惠旅航空（Valuair，VF，2005年成立），捷星航空集團均占股49%，於 2025 年 7 月 31 日停止營運；
3. 捷星日本航空（Jetstar Japan，GK），由日本航空（50%）、澳洲航空（33.3%）和東京世紀租賃公司（16.7%）合資經營[2]。

## 歷史
澳洲航空於2003年建立捷星航空，作為其低成本國內航空子公司。澳洲航空於2001年11月20日收購衝勁航空，並以澳洲连接航空（QantasLink）品牌繼續運營，但是在決定成立低成本航空公司之後，該航空公司以捷星（Jetstar）的品牌重新投入服務。2004年2月，捷星航空正式售出其首張機票，2004年5月25日開始提供澳洲國內的客運航班服務。2005年12月1日開始提供國際航班服務﹐首個國際航點為新西蘭基督城。儘管由澳航擁有，但由於其管理層多受早前衝勁航空時期影響，因此運作獨立於澳航。
捷星航空最早期的總部設於墨爾本附近的愛華隆機場，並於2004年中開始開設從愛華隆機場起飛的航線，但辦事處其後已遷往墨爾本市中心。
儘管其營運成本較低，但捷星航空最初只提供有限度的轉機服務，2006年11月開始國際航班後仍需乘客自行托運行李，但其後行李托運服務已拓展至為國內航班與國際航班之間的服務。

## 航線

### 代碼共享
捷星航空與以下航空公司有代碼共享協議:
- 美國航空
- 阿聯酋航空
- 芬蘭航空
- 日本航空
- 濟州航空
- 真航空
- 智利南美航空
- LOT波蘭航空
- 澳洲航空

## 機隊

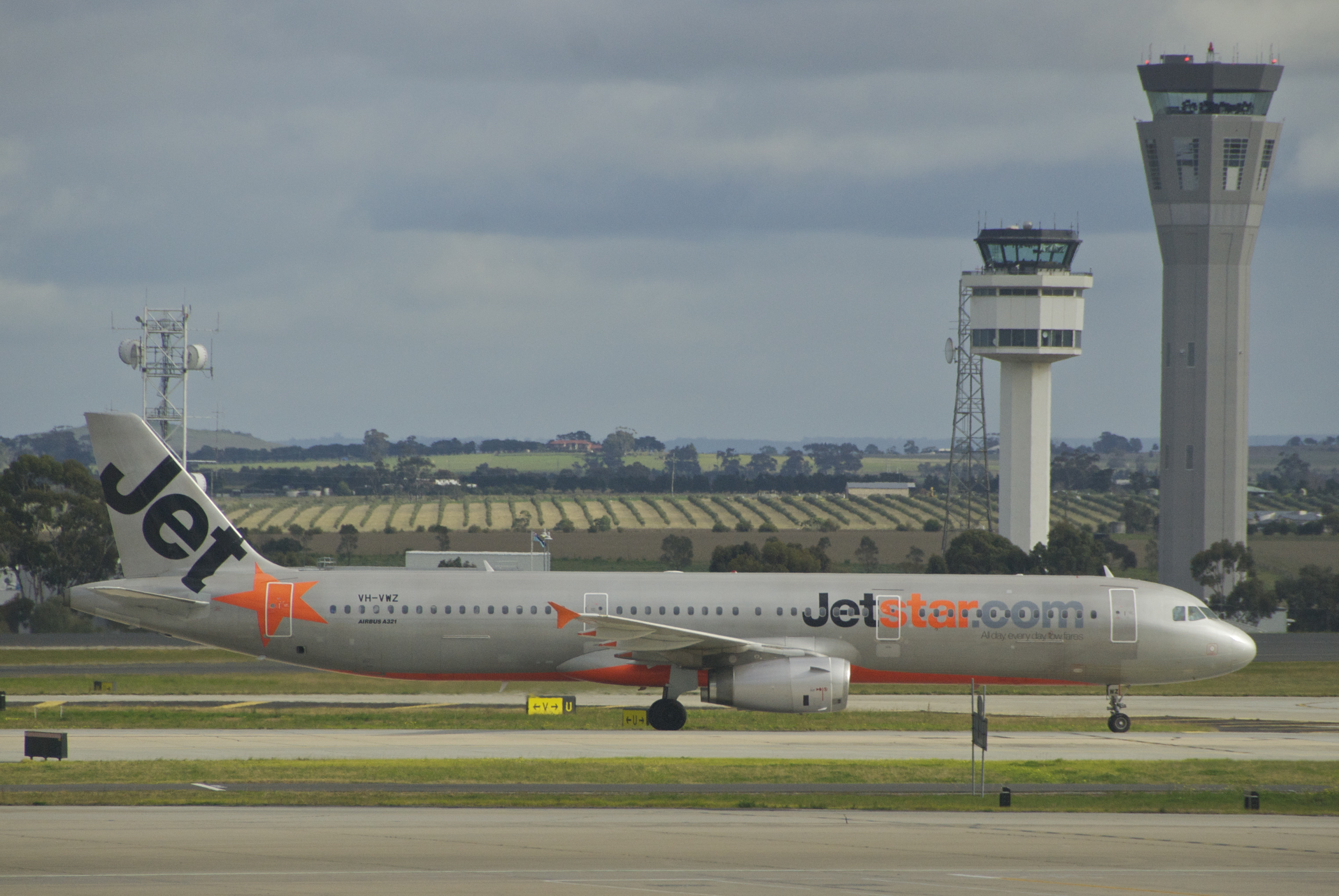
捷星航空的空中巴士A321-232型客機（VH-VWZ）在墨爾本機場滑行

截至2025年3月，捷星航空平均機齡約10.4年，機隊如下：
| 空中巴士A320-232       | 11 | —  | —   | 180 | 180 |                                                       |  |  |
| 空中巴士A320-232       | 38 | —  | —   | 186 | 186 |                                                       |  |  |
| 空中巴士A320neo        | 3  | 2  | —   | 188 | 188 | 45 架 A320neo由澳洲航空集團轉入旗下捷星航空，待確認。 |  |  |
| 空中巴士A321-231       | 6  | —  | —   | 230 | 230 |                                                       |  |  |
| 空中巴士A321-251NX(LR) | 19 | 5  | —   | 232 | 232 |                                                       |  |  |
| 空中巴士A321XLR        | —  | 20 | TBA | TBA | TBA | 預計2025年起交付。                                    |  |  |
| 波音787-8              | 11 | —  | 21  | 314 | 335 |                                                       |  |  |
| 總數                   | 88 | 27 |     |     |     |                                                       |  |  |

## 外部連結
- 官方網站 （页面存档备份，存于）